# Sebastião Miranda da Silva Filho
Sebastião Miranda da Silva Filho, vooral bekend onder zijn alias Mirandinha (Bebedouro, 26 februari 1952) is een voormalig Braziliaans voetballer en trainer.

## Biografie
Mirandinha begon zijn carrière bij América, een kleine club uit de staat São Paulo en maakte in 1970 de overstap naar het grote Corinthians. Van 1974 tot 1978 speelde hij voor São Paulo FC.  Eind 1974 liep hij bij een wedstrijd wel een beenbreuk op waardoor hij lange tijd aan de kant bleef. Invaller Serginho Chulapa zag en greep zijn kans en werd een vaste waarde voor de club. Pas in 1977 maakte hij zijn rentree. Hij speelde mee in de finale om de landstitel van 1977 die de club won van Atlético Mineiro. Mirandina kon zijn basisplaats niet meer veroveren en koos in 1978 voor een Amerikaans avontuur bij de Tampa Bay Rowdies en daarna voor het Mexicaanse Tigres. In 1981 keerde hij terug naar Brazilië om voor kleinere clubs te spelen. 

Hij speelde in 1974 zes wedstrijden voor het nationale elftal en zat in de selectie voor het WK in West-Duitsland, waar hij niet scoorde en een gele kaart pakte in de wedstrijd tegen Zaïre. Verdere wedstrijden kwamen er niet meer door zijn zware blessure. 
Na zijn spelerscarrière werd hij trainer en werd met CENE drie keer staatskampioen.  